# 국제미래학회
국제미래학회 소개 (www.gfuturestudy.org). Global Futures Study Association.

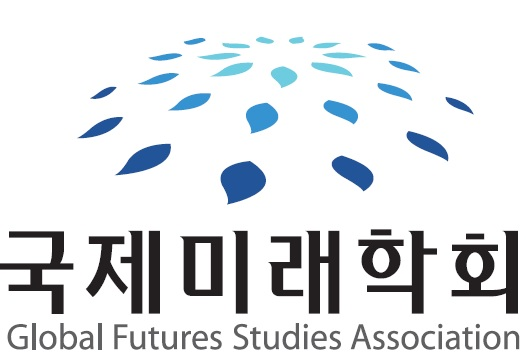
국제미래학회 로고

국제미래학회는 세계적인 미래학자 30명이 직접 방한 참석하여 제롬글렌 밀레니움프로젝트 회장과 김영길 한동대 총장이 초대 공동회장을 맡고 국내외 전문영역별 미래학자 100여명이 함께 참여하여 2007년 10월 국내에 본부를 두고 설립된 국제적인 학회이다. 2011년부터 제2대 총장으로 이남식 서울예술대 총장이 회장을 맡았고 2019년 안종배 한세대학교 교수(미래창의캠퍼스 이사장)가 제3대 회장으로 취임하였다.
국제미래학회는 ‘미래의 다변화 사회에 대응하기 위하여 사회 전반을 아우르는 과학⦁기술⦁정치⦁경제⦁인문⦁사회⦁환경⦁ICT⦁미디어⦁문화⦁예술⦁교육⦁직업 등 제 분야에 대한 미래예측 및 변화에 대한 연구와 미래 교육을 수행함으로써 미래 사회를 대비하고 지속적인 성장과 발전에 기여함’을 목표로 삼고 있다.
국제미래학회는 제롬글렌, 티모시 맥, 짐 데이토, 호세 코르데이로, 피터 비숍, 조나단 트렌트, 토마스 프레이, 시르카 하이노넨, 브룩 힌즈만 등 해외의 세계적인 미래학자 60여명이 함께 동참하고 있으며 이들을 국내에 초청하여 미래학과 미래연구의 확산을 위한 노력을 경주해 왔다. 또한 100여회에 걸쳐 국제미래학 학술포럼과 컨퍼런스를 개최하여 주요 영역별 미래 예측과 미래 발전 전략을 발표해 왔다.
국제미래학회는 현재 60여명의 국내·국제자문위원, 그리고 학술위원회를 포함한 8개의 직무위원회와 70여개의 전문영역별 연구위원회로 구성되어 있고 국내외의 저명한 학자와 전문가 500여명이 함께 하고 있다.
국제미래학회는 학회 위원들이 공동 저술하여 국내 최초의 26개 영역별 글로벌 미래예측 연구 결과로서 “미래가 보인다, 글로벌 2030”(박영사)을 출간하였고 40여개의 “전략적 미래예측방법론 바이블”을 연구하고 저술하여 문화체육관광부 우수학술도서로 선정되었다. 또한 한국의 미래를 예측하고 미래 발전 방안을 제시한 “대한민국 미래보고서”를 출간 2016년 문체부 추천 우수교양도서로 선정되었다. 또한, 57명의 석학들이 미래 대응을 위한 교육혁신 방안을 연구하여 “대한민국 미래교육보고서”를 2017년 저술하여 문화체육관광부 우수학술도서로 선정되었고, 2018년엔 “대한민국 4차산업혁명 마스터플랜”, 2019년엔 “4차산업혁명 대한민국 미래성공전략”, 2020년엔 국내 최초의 미래학 기본서 “미래학원론(박영사)”, 2021년엔 “인공지능이 바꾸는 미래세상과 메타버스”, 2022년엔 ‘인공지능 메타버스 시대 미래전략’을 저술하여 개인, 기업, 국가의 미래 대응 방안과 미래전략 방안을 제시하였다.
또한 국내 최초 미래형 오픈캠퍼스 교육기관인 <미래창의캠퍼스>를 전국 주요 지역과 온라인에 개설 ‘4차산업⦁미래전략 최고지도자 과정’,‘인공지능 메타버스 미래 최고위과정’, ‘ESG 미래전략 콜로키움’, ‘미래대학 콜로키엄’, ‘미래지도사’ 자격과정, ‘미래예측전략전문가’ 자격과정, ‘스마트 메타버스 전문가’ 자격과정, ‘챗GPT 인공지능 활용법’ 과정을 포함한 70여개의 미래형 교육과정을 진행하고 있다.
한편 급변하는 미래 환경에서 지속가능한 국가 발전을 위한 국가미래전략을 입안하여 국민의 미래 일자리 창출과 행복한 삶의 질을 높이는 데 기여하기 위한 ‘국가미래발전 기본법’을 입안하고 발의하였고 제정을 위해 노력하고 있다. 그리고 대한민국 인공지능메타버스포럼을 결성하여 매월1회 ‘인공지능 메타버스 미래사랑방’을 개최하여 석학들이 국가와 인공지능과 메타버스의 건강한 발전을 위한 지혜를 나누고 있다.
또한 2022년에 미래학과 미래전략 연구 중심기관으로 <미래창의연구원>을 제주시 애월 해변에 개원하여 국내와 해외의 주요 미래 연구기관과 연계하고 협력하면서 인공지능 메타버스 시대 대한민국 및 지역의 미래 발전을 위한 미래 연구를 진행하고 있다.
국제미래학회는 전 세계 미래학자와 미래연구기관의 미래 연구 발표 축제인 ‘세계미래대회’ 개최와 ‘세계미래 AI메타도서관’을 적극 추진하고 있다.
국제미래학회 사무국:
서울시 종로구 삼봉로 81(수송동) 두산위브파빌리온 1126호
미래창의연구원 : 제주시 애월읍 고내리 884-1. 101-503